# Альберт, Барбара
Барба́ра Альбе́рт (нем. Barbara Albert; род. 22 сентября 1970, Вена) — австрийская актриса, сценарист, продюсер, режиссёр и монтажёр.
Училась в Венской киноакадемии (нем.). Её первый фильм, Северная окраина, который описывает жизнь югославских детей в Вене, стал известен широкой аудитории.
Она возглавляет производственную компанию coop99 вместе с Джессикой Хаузнер и Антонином Свободой.

## Фильмография
- 1991 — Der andern eine Grube gräbt (режиссёр)
- 1992 — Und raus bist du (режиссёр)
- 1993 — Nachtschwalben (короткое видео) (сценарист, продюсер, режиссёр, монтажёр)
- 1994 — Also schlafwandle ich am hellichten Tage (сценарист)
- 1995 — Before Sunrise (помощник монтажёра)
- 1996 — Memory of the Unknown — русская девушка
- 1997 — Somewhere Else (видео) (сценарист, режиссёр)
- 1997 — Große Ferien (короткое видео)
- 1997 — Die Frucht deines Leibes (короткое видео) (сценарист, продюсер, режиссёр, монтажёр)
- 1997 — Business for Pleasure (ТВ) (руководитель сценария — в титрах не указана)
- 1998 — Sonnenflecken (короткое видео) (сценарист, режиссёр)
- 1998 — Slidin' — Alles bunt und wunderbar (сценарист, режиссёр)
- 1999 — Северная окраина / Nordrand (сценарист, режиссёр)
- 2001 — Милая Рита / Lovely Rita (исполнительный продюсер)
- 2002 — Zur Lage: Österreich in sechs Kapiteln (документальный фильм) (сценарист, режиссёр)
- 2003 — Struggle (сценарист)
- 2003 — Свободные радикалы / Böse Zellen (сценарист, режиссёр)
- 2003 — Auswege (сценарист)
- 2004 — Образы Европы / Visions of Europe (режиссёр)
- 2004 — Кошмар Дарвина / Darwin’s Nightmare (документальный фильм) (продюсер)
- 2005 — Спящий агент / Schläfer (продюсер)
- 2005 — Crash Test Dummies — Рита
- 2005 — Spiele Leben (продюсер)
- 2006 — Slumming (сценарист)
- 2006 — Das Fräulein (сосценарист)
- 2006 — Грбавица / Grbavica (продюсер)
- 2006 — Падший / Fallen (сценарист, продюсер, режиссёр)
- 2007 — Всегда, никогда, где-нибудь / Immer nie am Meer (продюсер)
- 2007 — Прочисть мозги / Free Rainer (продюсер)
- 2008 — Ein Augenblick Freiheit (благодарность)
- 2010 — В пути / Na putu (продюсер)
- 2010 — Im Keller (документальный фильм) (продюсер)
- 2010 — Swans (благодарность)

## Призы и награды
Здесь представлены только некоторые награды и призы Барбары Альберт. Полный список см. здесь. Архивировано 12 мая 2012 года.
- «Награда Марчелло Мастроянни» (Лучшая молодая актриса) (Венеция, 1999)
- Wiener Filmpreis (нем.)
- Приз жюри FIPRESCI (Международный кинофестиваль в Вене)
- Лучший художественный фильм (Стокгольм)